# 同情みたいなLOVE
同情みたいなLOVE（どうじょうみたいなラブ）は、2011年4月20日に発売された矢井田瞳の19枚目のシングル。
発売元はユニバーサルシグマ。

## 解説
- 前作より約2ヶ月ぶりのリリース。
- 前作同様、初回盤と通常版が用意され、カバー曲とインストゥルメンタルが収録されている。
- 1月にSHIBUYA-AXで行われたライブの音源が収録されている。

## 収録曲
CD
1. 同情みたいなLOVE(4:34)
  - 作詞・作曲：矢井田瞳／編曲：村田昭

TBS系「教科書にのせたい!」エンディングテーマ
2. 安らぎはまだ先に（OT:Don't Dream it's Over）(4:02)
  - 作詞：Neil Finn, 矢井田瞳／作曲：Neil Finn／編曲：村田昭

Neil Finn（英文のみ）のカバー。日本語詞は矢井田によるもの。
3. B'coz I Love You(2011.1.17 at SHIBUYA-AX Live Ver.)(4:06)
  - 作詞・作曲：矢井田瞳
4. Over The Distance(2011.1.17 at SHIBUYA-AX Live Ver.)(4:53)
  - 作詞・作曲：矢井田瞳
5. 同情みたいなLOVE（instrumental）(4:34)
6. 安らぎはまだ先に（OT:Don't Dream it's Over）（instrumental）（3:55）

DVD（初回盤のみ）
1. 同情みたいなLOVE　ミュージックビデオ

## 収録アルバム
- VIVID MOMENTS (#1)